# Raúl Argemí
Raúl Argemí (* 21. Februar 1946 in La Plata, Provinz Buenos Aires) ist ein argentinischer Journalist und Schriftsteller.

## Leben
Argemí stammt aus einfachen Verhältnissen. Während seiner Kindheit und Jugend herrschten in seinem Land sehr instabile Verhältnisse wegen der verschiedenen Militärputsche. Politisch engagiert schloss sich Argemí schon früh der Widerstandsbewegung  „Ejército de Liberación 22 de agosto“ (Revolutionäre Volksarmee) an.
Als politischer Häftling saß Argemí ab 1974 zehn Jahre im Gefängnis. Erst als mit Präsident Raúl Alfonsín das Regime von General Jorge Rafael Videla beendet wurde, änderten sich die Verhältnisse, und Argemí kam 1984 wieder frei. Zusammen mit seinen Leidensgenossen verzichtete Argemí öffentlich auf Vergeltungsmaßnahmen, um nach eigenen Aussagen „… der Demokratie und dem Frieden eine Chance zu geben“.
Für einige Zeit lebte Argemí in Buenos Aires, um dann als Journalist und Redakteur für insgesamt 15 Jahre nach Patagonien zu gehen. Von dort aus schrieb er meistenteils für die Zeitungen „Claves“, „Le Monde diplomatique“ und „Río Negro“. Es entstand auch sein erster Kriminalroman, Los muertos siempre pierden los zapatos, mit dem er 1996 erfolgreich als Schriftsteller debütieren konnte.
2000 ging Argemí nach Spanien und ließ sich in Barcelona nieder. Neben seinen Romanen schreibt er dort regelmäßig für die Tageszeitung „El Periódico de Catalunya“. Mit der Zeit wurde er auch zu einer wichtigen Person auf dem in Gijón jährlich abgehaltenen Literaturfestival „Semana Negra de Gijón“.

## Ehrungen
- 2005 Premio Hammett für Penúltimo nombre de guerra
- 2005 Premio Tigre Juan de Novela für Siempre la misma música

## Werke (Auswahl)
- El gordo, el Francés y el ratón Pérez. Catálogos Ediciones, Buenos Aires 1996, ISBN 950-895-012-9.
- Los muertos siempre pierden los zapatos. Algaida Editores, Sevilla 2002, ISBN 84-8433-203-9.
- Patagonia Chu Chu. Algaida Editores, Sevilla 2005, ISBN 978-84-8433-617-4.
- Penúltimo nombre de guerra, 2004 (Chamäleon Cacho, übersetzt von Susanna Mende. Unionsverlag, Zürich 2008, ISBN 978-3-293-00387-3)
- Siempre la misma música, 2006 (Und der Engel spielt dein Lied, übersetzt von Susanna Mende, Unionsverlag, Zürich 2010, ISBN 978-3293004184)
- Retrato de familia con muerta. Roca, Barcelona 2008, ISBN 978-84-96791-99-2.
- La última caravana. Edebé, Barcelona 2008, ISBN 978-84-236-9284-2.